# Paulo Maluf
Paulo Salim Maluf (San Paolo, 3 settembre 1931) è un imprenditore, ingegnere e politico brasiliano, di origine libanese. Secondo Forbes, è il quinto uomo più ricco del Paese.

## Biografia
Paulo Maluf è figlio degli immigrati libanesi Salim Farah Maluf e Maria Estéfano Maluf, provenienti da una famiglia di industriali che all'inizio del secolo scorso decise di investire in Sud America, iniziando dalla fabbricazione di compensato ed altri laminati pressati, fino a fondare la "Eucatex", che è stata fin dall'inizio una delle più importanti industrie del settore legno in America latina; suo nonno, Miguel Estéfano, rappresentava una delle maggiori fortune dello Stato di San Paolo nei decenni 1930-1940.
Paulo Maluf ha studiato presso il Collegio San Luis, in San Paolo, Istituto noto per il rigore e per la qualità dell'insegnamento dei padri Gesuiti.
Entra in politica col movimento studentesco presso l'Università di San Paolo, dove frequentando la facoltà di ingegneria civile presso "Escola Politécnica da Universidade de São Paulo" è parte del "Grêmio dos Estudantes da Faculdade".
Si forma impresiarialmente poi nel 1954, avvicendandosi a capo delle società di famiglia al fratello Roberto. Dal 1955 al 1967, Maluf ha lavorato ininterrottamente come imprenditore.
Maluf è stato due volte sindaco di San Paolo nel 1969 e nel 1992, è stato Segretario dei trasporti nel 1971-1974 ed è stato governatore dello Stato di San Paolo nel periodo 1979-1982.
Nel 1984 fu designato come candidato alla presidenza della repubblica per il Partito Democratico Sociale, e nel 1985 ottenne il 27.27% dei voti, non venendo eletto.
Iscritto al Partido Progressista, è il presidente della sede paulista del partito.
Attualmente ricopre la carica di Deputato Federale per lo Stato di San Paolo, eletto col numero di voti più alto di tutta la nazione nelle elezioni del 2006, quando ha ricevuto 739.827 voti dai cittadini dello Stato di San Paolo.
Candidato come di sindaco di San Paolo per il PP nel 2008 ha ottenuto il quarto posto. Paulo Maluf è stato candidato alla presidenza della repubblica per due volte, nel 1985 (elezione indiretta) e nel 1989 senza però mai venire eletto.

## Vita privata
Dal 1955 è sposato con Sylvia Lutfalla con la quale ha avuto quattro figli. Ha tredici nipoti.

## Galleria d'immagini

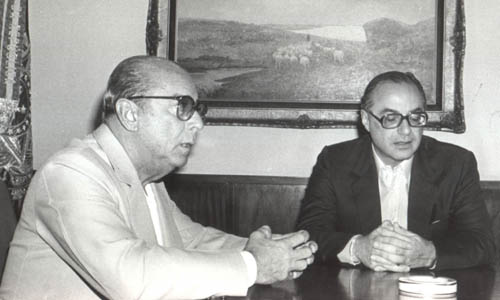
Maluf, a destra, e João Figueiredo
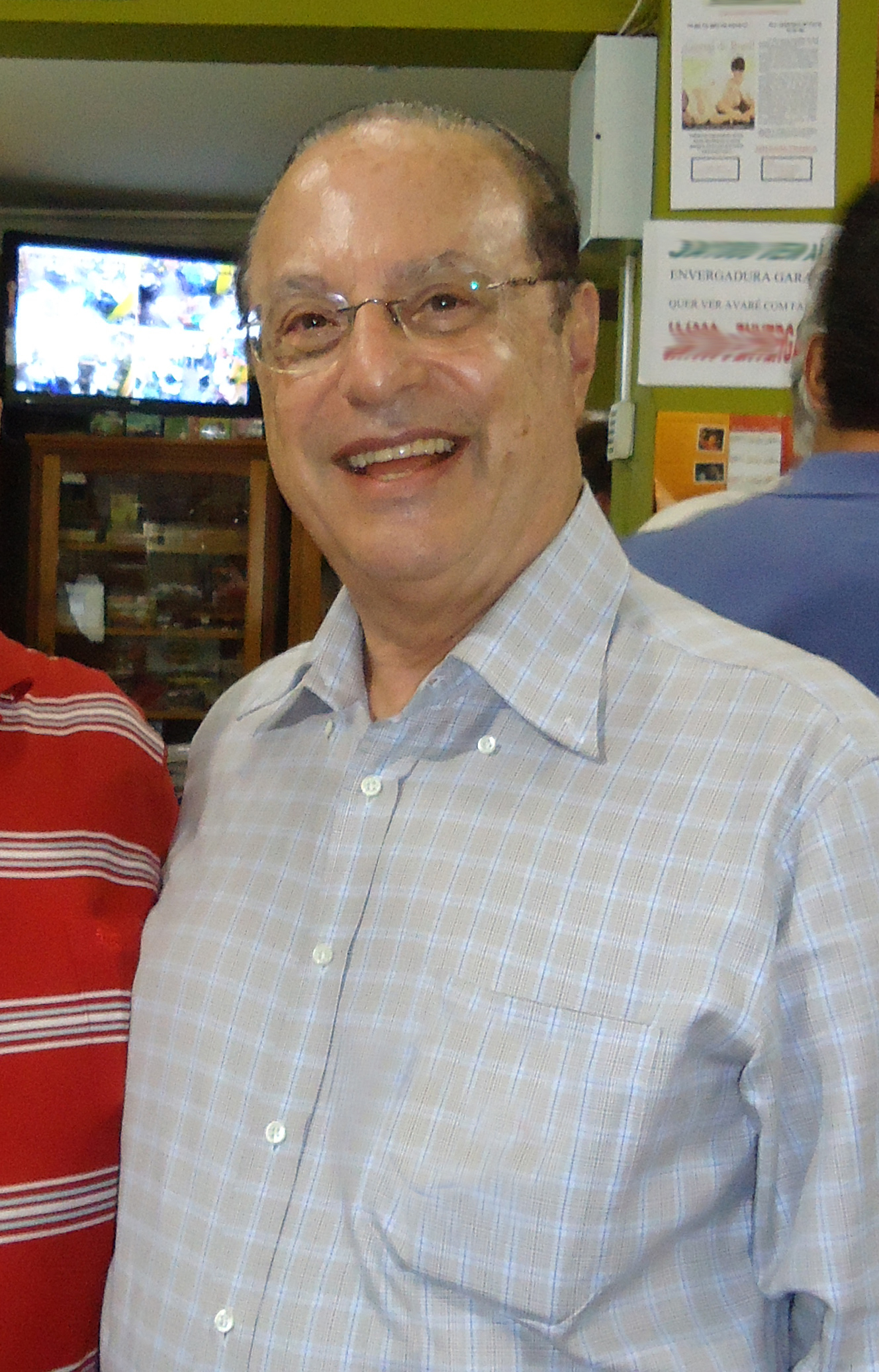
Maluf ad Avaré, 24 agosto 2010

## Fonti
- Almanaque Abril 1986. 12ª edição. São Paulo, Abril, 1986.
- Almanaque Abril 2003. Vol. I. 29ª edição. São Paulo, Abril, 2003.
- Corrente dos Malufistas por São Paulo